# Cerkiew św. Sawy w Woli Korzenieckiej
Cerkiew św. Sawy w Woli Korzenieckiej – nieistniejąca filialna cerkiew greckokatolicka w Woli Korzenieckiej, w gminie Bircza, w powiecie przemyskim.
Drewniana cerkiew należąca do greckokatolickiej parafii w Birczy, pod wezwaniem św. Sawy została zbudowana w 1811 (niektóre źródła podają rok 1820). Została opuszczona po wojnie, zawaliła się w 1965. Pozostał zaniedbany cmentarz greckokatolicki.

## Literatura
- Dmytro Błażejowśkyj - "Istorycznyj szematyzm Peremyskoji Eparchiji z wkluczennjam Apostolśkoji Administratury Łemkiwszczyny (1828-1939)", Lwów 1995, ISBN 5-7745-0672-X